# 6e étape du Tour d'Italie 2013
La 6e étape du Tour d'Italie 2013 s'est déroulée le jeudi 9 mai 2013, entre les villes de Mola di Bari et Margherita di Savoia sur une distance de 169 km. La victoire s'est jouée au sprint remportée par le Britannique Mark Cavendish. Le podium de l'étape est complété par l'Italien Elia Viviani et l'Australien Matthew Goss. Pas de changement au niveau des classements à l'exception du classement par points, le maillot rouge est dorénavant porté par Mark Cavendish.
Mauro Santambrogio est disqualifié après un contrôle positif à l'EPO effectué au terme de la première étape. Il perd les classements de cette étape.

## Déroulement de la course
Mark Cavendish (Omega Pharma-Quick Step) a devancé au sprint l'Italien Elia Viviani et l'Australien Matt Goss. Une chute a coupé le peloton en deux à 33 kilomètres de l'arrivée avec comme principales victimes Bradley Wiggins et Vincenzo Nibali. Mais, le premier peloton a attendu du second peloton avant de foncer groupé vers la ligne d'arrivée malgré quelques offensives.

## Résultats de l'étape

### Sprints
| 1. Sprint intermédiaire de Trani (km 64,8) | 1. Sprint intermédiaire de Trani (km 64,8) | 1. Sprint intermédiaire de Trani (km 64,8) | 1. Sprint intermédiaire de Trani (km 64,8) | 1. Sprint intermédiaire de Trani (km 64,8) | 1. Sprint intermédiaire de Trani (km 64,8) |
|                                            | Coureur                                    | Pays                                       | Équipe                                     |                                            | Point(s)                                   |
| ------------------------------------------ | ------------------------------------------ | ------------------------------------------ | ------------------------------------------ | ------------------------------------------ | ------------------------------------------ |
| 1er                                        | Cameron Wurf                               | Australie                                  | Cannondale                                 |                                            | 8                                          |
| 2e                                         | Jack Bobridge                              | Australie                                  | Blanco                                     |                                            | 6                                          |
| 3e                                         | Elia Viviani                               | Italie                                     | Cannondale                                 |                                            | 4                                          |
| 4e                                         | Mark Cavendish                             | Grande-Bretagne                            | Omega Pharma-Quick Step                    |                                            | 3                                          |
| 5e                                         | Fabio Sabatini                             | Italie                                     | Cannondale                                 |                                            | 2                                          |
| 6e                                         | Tiziano Dall'Antonia                       | Italie                                     | Cannondale                                 |                                            | 1                                          |
| modifier                                   |                                            |                                            |                                            |                                            |                                            |

| 2. Sprint intermédiaire de Barletta (km 75,9) | 2. Sprint intermédiaire de Barletta (km 75,9) | 2. Sprint intermédiaire de Barletta (km 75,9) | 2. Sprint intermédiaire de Barletta (km 75,9) | 2. Sprint intermédiaire de Barletta (km 75,9) | 2. Sprint intermédiaire de Barletta (km 75,9) |
|                                               | Coureur                                       | Pays                                          | Équipe                                        |                                               | Point(s)                                      |
| --------------------------------------------- | --------------------------------------------- | --------------------------------------------- | --------------------------------------------- | --------------------------------------------- | --------------------------------------------- |
| 1er                                           | Cameron Wurf                                  | Australie                                     | Cannondale                                    |                                               | 8                                             |
| 2e                                            | Jack Bobridge                                 | Australie                                     | Blanco                                        |                                               | 6                                             |
| 3e                                            | Elia Viviani                                  | Italie                                        | Cannondale                                    |                                               | 4                                             |
| 4e                                            | Giacomo Nizzolo                               | Italie                                        | RadioShack-Leopard                            |                                               | 3                                             |
| 5e                                            | Mark Cavendish                                | Grande-Bretagne                               | Omega Pharma-Quick Step                       |                                               | 2                                             |
| 6e                                            | Fabio Sabatini                                | Italie                                        | Cannondale                                    |                                               | 1                                             |
| modifier                                      |                                               |                                               |                                               |                                               |                                               |

| Sprint final de Margherita di Savoia (km 169) | Sprint final de Margherita di Savoia (km 169) | Sprint final de Margherita di Savoia (km 169) | Sprint final de Margherita di Savoia (km 169) | Sprint final de Margherita di Savoia (km 169) | Sprint final de Margherita di Savoia (km 169) |
|                                               | Coureur                                       | Pays                                          | Équipe                                        |                                               | Point(s)                                      |
| --------------------------------------------- | --------------------------------------------- | --------------------------------------------- | --------------------------------------------- | --------------------------------------------- | --------------------------------------------- |
| 1er                                           | Mark Cavendish                                | Grande-Bretagne                               | Omega Pharma-Quick Step                       |                                               | 25                                            |
| 2e                                            | Elia Viviani                                  | Italie                                        | Cannondale                                    |                                               | 20                                            |
| 3e                                            | Matthew Goss                                  | Australie                                     | Orica-GreenEDGE                               |                                               | 16                                            |
| 4e                                            | Nacer Bouhanni                                | France                                        | FDJ                                           |                                               | 14                                            |
| 5e                                            | Mattia Gavazzi                                | Italie                                        | Androni Giocattoli-Venezuela                  |                                               | 12                                            |
| 6e                                            | Manuel Belletti                               | Italie                                        | AG2R La Mondiale                              |                                               | 10                                            |
| 7e                                            | Davide Appollonio                             | Italie                                        | AG2R La Mondiale                              |                                               | 9                                             |
| 8e                                            | Giacomo Nizzolo                               | Italie                                        | RadioShack-Leopard                            |                                               | 8                                             |
| 9e                                            | Matti Breschel                                | Danemark                                      | Saxo-Tinkoff                                  |                                               | 7                                             |
| 10e                                           | Roberto Ferrari                               | Italie                                        | Lampre-Merida                                 |                                               | 6                                             |
| 11e                                           | Edwin Ávila                                   | Colombie                                      | Colombia                                      |                                               | 5                                             |
| 12e                                           | Kenny Dehaes                                  | Belgique                                      | Lotto-Belisol                                 |                                               | 4                                             |
| 13e                                           | Adam Blythe                                   | Grande-Bretagne                               | BMC Racing                                    |                                               | 3                                             |
| 14e                                           | Iljo Keisse                                   | Belgique                                      | Omega Pharma-Quick Step                       |                                               | 2                                             |
| 15e                                           | Ioánnis Tamourídis                            | Grèce                                         | Euskaltel Euskadi                             |                                               | 1                                             |
| modifier                                      |                                               |                                               |                                               |                                               |                                               |

### Classement à l'arrivée
| Classement de l'étape | Classement de l'étape | Classement de l'étape | Classement de l'étape        | Classement de l'étape | Classement de l'étape |
|                       | Coureur               | Pays                  | Équipe                       |                       | Temps                 |
| --------------------- | --------------------- | --------------------- | ---------------------------- | --------------------- | --------------------- |
| Vainqueur             | Mark Cavendish        | Grande-Bretagne       | Omega Pharma-Quick Step      | en                    | 3 h 56 min 3 s        |
| 2e                    | Elia Viviani          | Italie                | Cannondale                   |                       | m.t                   |
| 3e                    | Matthew Goss          | Australie             | Orica-GreenEDGE              |                       | m.t                   |
| 4e                    | Nacer Bouhanni        | France                | FDJ                          |                       | m.t                   |
| 5e                    | Mattia Gavazzi        | Italie                | Androni Giocattoli-Venezuela |                       | m.t                   |
| 6e                    | Manuel Belletti       | Italie                | AG2R La Mondiale             |                       | m.t                   |
| 7e                    | Davide Appollonio     | Italie                | AG2R La Mondiale             |                       | m.t                   |
| 8e                    | Giacomo Nizzolo       | Italie                | RadioShack-Leopard           |                       | m.t                   |
| 9e                    | Matti Breschel        | Danemark              | Saxo-Tinkoff                 |                       | m.t                   |
| 10e                   | Roberto Ferrari       | Italie                | Lampre-Merida                |                       | m.t                   |
| modifier              |                       |                       |                              |                       |                       |

## Classements à l'issue de l'étape

### Classement général
| Classement général | Classement général | Classement général | Classement général        | Classement général | Classement général |
|                    | Coureur            | Pays               | Équipe                    |                    | Temps              |
| ------------------ | ------------------ | ------------------ | ------------------------- | ------------------ | ------------------ |
| 1er                | Luca Paolini       | Grande-Bretagne    | Katusha                   | en                 | 23 h 52 min 42 s   |
| 2e                 | Rigoberto Urán     | Colombie           | Sky                       | +                  | 17 s               |
| 3e                 | Beñat Intxausti    | Espagne            | Movistar                  |                    | 26 s               |
| 4e                 | Vincenzo Nibali    | Italie             | Astana                    |                    | 31 s               |
| 5e                 | Ryder Hesjedal     | Canada             | Garmin-Sharp              |                    | 34 s               |
| 6e                 | Bradley Wiggins    | Grande-Bretagne    | Sky                       |                    | 34 s               |
| 7e                 | Giampaolo Caruso   | Italie             | Katusha                   |                    | 36 s               |
| 8e                 | Sergio Henao       | Colombie           | Sky                       |                    | 37 s               |
| 9e                 | Mauro Santambrogio | Italie             | Vini Fantini-Selle Italia |                    | 39 s               |
| 10e                | Cadel Evans        | Australie          | BMC Racing                |                    | 42 s               |
| modifier           |                    |                    |                           |                    |                    |

### Classement par points
| Classement par points | Classement par points | Classement par points | Classement par points   | Classement par points | Classement par points |
|                       | Coureur               | Pays                  | Équipe                  |                       | Point(s)              |
| --------------------- | --------------------- | --------------------- | ----------------------- | --------------------- | --------------------- |
| 1er                   | Mark Cavendish        | Grande-Bretagne       | Omega Pharma-Quick Step |                       | 58                    |
| 2e                    | Elia Viviani          | Italie                | Cannondale              |                       | 52                    |
| 3e                    | Luca Paolini          | Italie                | Katusha                 |                       | 35                    |
| modifier              |                       |                       |                         |                       |                       |

### Classement du meilleur grimpeur
| Classement du meilleur grimpeur | Classement du meilleur grimpeur | Classement du meilleur grimpeur | Classement du meilleur grimpeur | Classement du meilleur grimpeur | Classement du meilleur grimpeur |
|                                 | Coureur                         | Pays                            | Équipe                          |                                 | Point(s)                        |
| ------------------------------- | ------------------------------- | ------------------------------- | ------------------------------- | ------------------------------- | ------------------------------- |
| 1er                             | Giovanni Visconti               | Italie                          | Movistar                        |                                 | 14                              |
| 2e                              | Stefano Pirazzi                 | Italie                          | Bardiani Valvole-CSF Inox       |                                 | 11                              |
| 3e                              | Robinson Chalapud               | Colombie                        | Colombia                        |                                 | 9                               |
| modifier                        |                                 |                                 |                                 |                                 |                                 |

### Classement du meilleur jeune
| Classement du meilleur jeune | Classement du meilleur jeune | Classement du meilleur jeune | Classement du meilleur jeune | Classement du meilleur jeune | Classement du meilleur jeune |
|                              | Coureur                      | Pays                         | Équipe                       |                              | Temps                        |
| ---------------------------- | ---------------------------- | ---------------------------- | ---------------------------- | ---------------------------- | ---------------------------- |
| 1er                          | Fabio Aru                    | Italie                       | Astana                       | en                           | 23 h 53 min 57 s             |
| 2e                           | Rafał Majka                  | Pologne                      | Saxo-Tinkoff                 | +                            | 19 s                         |
| 3e                           | Carlos Betancur              | Colombie                     | AG2R La Mondiale             |                              | 26 s                         |
| modifier                     |                              |                              |                              |                              |                              |

### Classements par équipes

#### Classement au temps
| Classement par équipes au temps | Classement par équipes au temps | Classement par équipes au temps | Classement par équipes au temps | Classement par équipes au temps |
|                                 | Équipes                         | Pays                            |                                 | Temps                           |
| ------------------------------- | ------------------------------- | ------------------------------- | ------------------------------- | ------------------------------- |
| 1re                             | Katusha                         | Russie                          | en                              | 70 h 55 min 0 s                 |
| 2e                              | Sky                             | Royaume-Uni                     | +                               | 24 s                            |
| 3e                              | Astana                          | Kazakhstan                      |                                 | 45 s                            |
| modifier                        |                                 |                                 |                                 |                                 |

#### Classement aux points
| Classement par équipes aux points | Classement par équipes aux points | Classement par équipes aux points | Classement par équipes aux points | Classement par équipes aux points |
|                                   | Équipes                           | Pays                              |                                   | Point(s)                          |
| --------------------------------- | --------------------------------- | --------------------------------- | --------------------------------- | --------------------------------- |
| 1re                               | Katusha                           | Russie                            |                                   | 102                               |
| 2e                                | Orica-GreenEDGE                   | Australie                         |                                   | 97                                |
| 3e                                | BMC Racing                        | États-Unis                        |                                   | 87                                |
| modifier                          |                                   |                                   |                                   |                                   |

## Abandon
- Ji Cheng (Argos-Shimano) : non-partant